# Alana Boyd

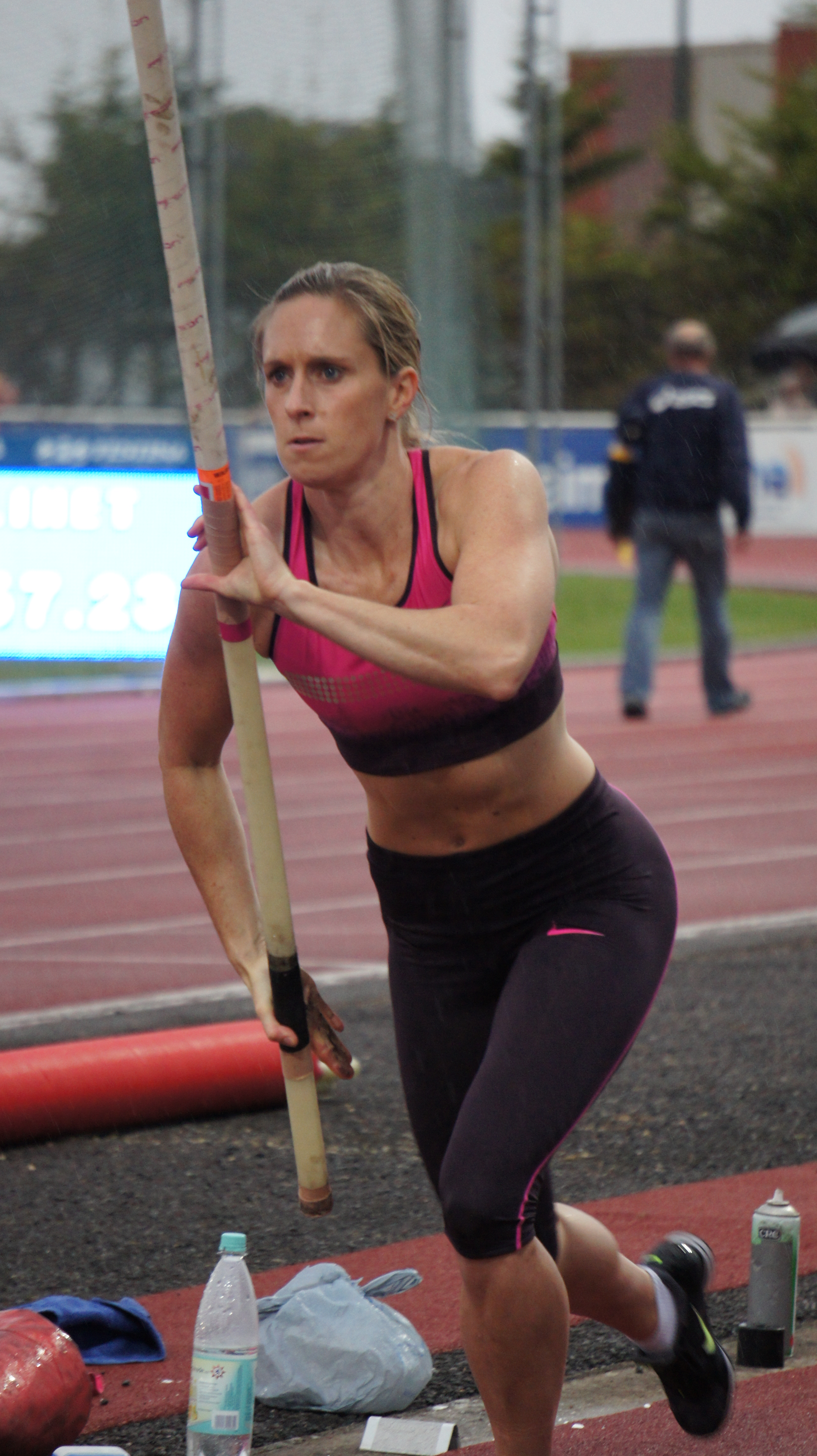
Alana Boyd 2013 in Reims

Alana Boyd (* 10. Mai 1984 in Melbourne) ist eine australische Stabhochspringerin.
Bei den Leichtathletik-Weltmeisterschaften 2007 in Osaka und bei den Olympischen Spielen 2008 in Peking schied sie in der Qualifikation aus.
2010 siegte sie bei den Commonwealth Games in Delhi und wurde Sechste beim Leichtathletik-Continental-Cup in Split.
Bei den Olympischen Spielen 2012 in London wurde sie Elfte.
2008 und 2009 wurde sie Australische Meisterin.
Alana Boyd wird von Alex Parnov trainiert. Ihr erster Trainer war ihr Vater, der ehemalige Stabhochspringer Ray Boyd, der ebenso wie ihre Mutter, die Sprinterin Denise Boyd, einst selbst bei den Commonwealth Games siegte und an den Olympischen Spielen teilnahm.

## Bestleistungen
- Stabhochsprung: 4,76 m, 24. Februar 2012, Perth
  - Halle: 4,55 m, 11. März 2012, Istanbul